# Jozef Mistrík
Jozef Mistrík (ur. 2 lutego 1921 w Španiej Dolinie, zm. 14 lipca 2000 w Bratysławie) – słowacki językoznawca, literaturoznawca, wykładowca uniwersytecki i grafolog sądowy. Zajmował się przede wszystkim stylistyką i morfologią.

## Życiorys
W latach 1937–1941 studiował w Instytucie Pedagogicznym w Bańskiej Bystrzycy, w latach 1952–1956 odbył studia zaoczne z zakresu języka słowackiego i języka rosyjskiego na Uniwersytecie Komeńskiego. Pracował jako nauczyciel w Španiej Dolinie, w latach 1943–1949 w szkole ekonomicznej w Trenczynie, w latach 1949–1953 w Bratysławie. W latach 1953–1960 był pracownikiem badawczym i kierownikiem Państwowego Instytutu Stenograficznego, a w latach 1960–1965 prowadził działalność naukową w Słowackiej Akademii Nauk; od 1965 roku był docentem, profesorem na Wydziale Filozoficznym Uniwersytetu Komeńskiego. Jako wizytujący docent i profesor wykładał na uczelniach w Kolonii (1969–1971), Moskwie (1972), Oksfordzie i Sheffield (1975–1977); nauczał na wydziałach pedagogicznym i prawniczym Uniwersytetu Mateja Bela w Bańskiej Bystrzycy oraz w Akademii Sztuk w Bańskiej Bystrzycy (1997).
W swojej działalności naukowo-badawczej koncentrował się przede wszystkim na stylistyce, poetyce, lingwistyce matematycznej, gramatyce, grafologii i retoryce, z których to dziedzin wydał liczne monografie i opracowania. Był redaktorem i współautorem Encyklopédii jazykovedy z 1993 r. Opublikował prawie 250 opracowań naukowych oraz artykułów w słowackich i zagranicznych czasopismach fachowych oraz publikacjach zbiorowych. Napisał dziesiątki podręczników i poradników. W publikacji „Štylistika” (siedem wydań w latach 1961–1985) wyłożył podstawy teoretyczne stylistyki.
Był członkiem towarzystw naukowych w kraju i za granicą. Był także przewodniczącym Slovenskej jazykovednej spoločnosti, gdzie zapoczątkował Zápisník slovenského jazykovedca, wydawany do dziś. Zajmował się również językiem głuchoniemych. Był redaktorem „Studia Academica Slovaca”. Laureat wielu medali i nagród.

## Wybrana twórczość
- Hovory s recitátorom (1971)
- Hľadanie profilu básne (1972)
- Žánre vecnej literatúry (1973)
- Štylistika slovenského jazyka (1977)
- Encyklopédia jazykovedy (1993)